# Szathmáry József
Szathmáry József (Jászárokszállás, 1953. augusztus 25. –) magyar festőművész. Művészneve: Szathmáry József Maryjoz. Solymáron él.

## Tanulmányok
Egri Tanárképző Főiskola, a Magyar Iparművészeti Főiskola (továbbképzés Vizuális kommunikáció), majd a szegedi József Attila Tudományegyetem bölcsészkara. Mesterei Blaskó János, Kádár János Miklós és Gerzson Pál.

## Munkássága
Kiállítóművész. Művészetének fő területei: képzőművészet, festészet, kollázs, assamblage, pasztell, objekt, és vegyes technikával készített alkotások készítése. Az utóbbi években érdeklődése a számítógépes grafika és festészet felé fordult. Alkotásaival rendszeresen szerepel országos és nemzetközi tárlatokon. 
Alkotásait bemutató videói szinte a világ minden részén megjelentek pl. amerikai, japán, indonéz, orosz, ukrán, afrikai, kínai, angol, szlovák, mexikói stb. különböző weblapjain.

## Munkái közgyűjteményekben
- Kecskeméti Képtár
- Nagano (Japán) Kortárs Művészeti Gyűjtemény
- Miskolci Galéria

## Tagságok
- KIPE 13 (XIII. ker. Képző, és Iparművészek Egyesülete) alapító elnök
- Magyar Festők Társasága (alapító tag)
- Magyar Képző- és Iparművészek Szövetsége
- Magyar Képző- és Iparművészek Egyesülete (2000-2005 választmányi tag)
- Magyar Grafikusművészek Egyesülete

## Művészetéről írt tanulmányok
- Gerzson Pál festőművész, tanszékvezető MKE.1997, 10. sz. Új Művészet
- Sipos Endre művészeti író "Művészek" album, 1996
- dr.Pogány Gábor művészettörténész 1998, kiállításmegnyitó (Újpest Galéria)
- dr.Török László akadémikus, kiállítá megnyitó (Vigadó Galéria, 2000)
- Gyergyádesz László, a Kecskeméti Képtár igazgatója, Új Művészet, 2001

## Egyéni kiállítások
- Duna Galéria Budapest, 1992
- Vigadó Galéria Budapest, 2000
- Bank Center Galéria Budapest, 1998
- Újpest Galéria Budapest, 1996
- Thermal Hotel Margitsziget, 1994
- Grand Hotel  Margitsziget, 1996
- Újlipótvárosi Klub Galéria 2005, 2008
- Arz Expo 1994. Budapest
- Kecskeméti Képtár 2001, Kecskemét

## Csoportos kiállítások
- Studio Galéria Ausztria (Bécs)
- Nagano Ken (Japán)
- Franciaország (Párizs)
- Horvátország (Eszék)
- Ausztria (Floridsdorf)
- Szlovákia (Dunaszerdahely)
- Franciaország (Montpellier)
- Norvégia (Oslo)
- Brazilia (Sao Paulo)
- Lengyelország (XS Gallery, Kielce, Poland)
- USA (Ely Center of Contemporary Art, New Haven, Connecticut USA)

## Díjak és kitüntetések
- Miniszteri dicséret
- 1997 XIII. Ker.i Közalapítvány Képzőművészeti Díja
- 2000 Magyar Festők Társaságának Díja ("20/20" kiállítás díja)
- 2002 a XIII. kerületi Önkormányzat XIII. Kerületért Díja

## Külső hivatkozások
- Hivatalos weboldal (magyarul)
- Hivatalos weboldal (angolul)
- Festményei